# Kümmelbacher Hof
Der Kümmelbacher Hof ist ein um 1800 entstandenes Anwesen auf dem Schneckenbuckel in Neckargemünd. Eine erste Erweiterung erfuhr das Anwesen 1879 durch den Neubau der Brauerei zum Kümmelbacher Hof. Aus dem schlossähnlichen Ursprungsbau unterhalb der Brauerei wurde um 1920 durch erhebliche Erweiterungen das Kurhotel Kümmelbacher Hof. Es bestand bis Anfang der 1960er Jahre. Bis 1976 gehörte das gesamte Areal zur Stadt Heidelberg. Seit 2006 ist das Anwesen ungenutzt und verfällt.

## Geschichte

### Entstehung
Die Heidelberger Flur Schneckenbuckel war Ende des 19. Jahrhunderts ein vom Neckar her ansteigendes Waldstück unmittelbar am westlichen Ortsrand von Neckargemünd. Der Kümmelbach bildete die Grenze zwischen den Gemarkungen Heidelberg und Neckargemünd.

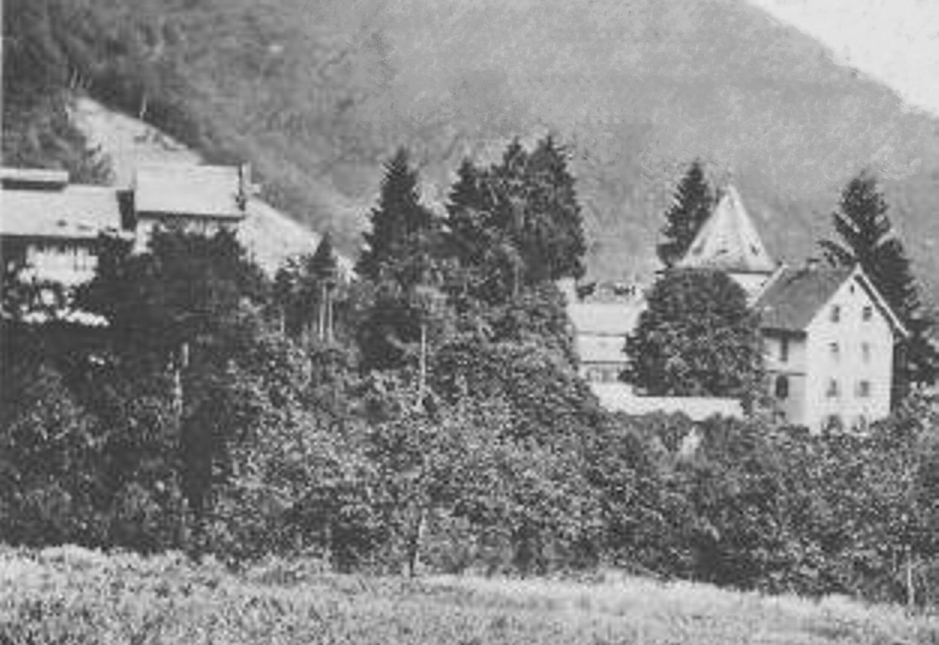
Kümmelbacher Hof um 1903 (links die Brauerei)

Als 1879 die Gründung einer Brauerei erwähnt wurde, bestand auf dem Schneckenbuckel bereits ein größeres land- und forstwirtschaftliches Anwesen mit einem schlossähnlichen Herrenhaus. Den zweiflügeligen, nach Nordwesten ausgerichteten Bau schmückte zum Neckartal hin weit sichtbar ein sechseckiger, viergeschossiger Wohnturm mit spitzem Satteldach. Das Kümmelbacher Hof genannte Anwesen gab der neuen Brauerei ihren Namen. 1883 wurde als Inhaber der Brauerei zum Kümmelbacher Hof Karl Heckmann genannt, 1889 Heinrich Hochschwender, 1895 das Konsortium Heinz & Glyckherr und 1899 schließlich Georg Heinz. Wie lange die Braustätte produzierte, ist nicht bekannt. Brauhaus und Mälzerei standen noch bis Mitte der 1970er Jahre.

### Kurhotel

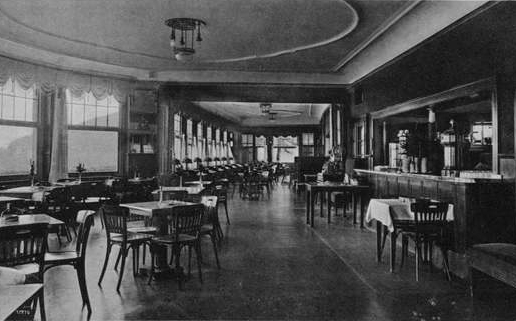
Café Panorama im Kümmelbacher Hof um 1925

Zu Beginn der 1920er Jahre wurde das Herrenhaus zum Kurhotel ausgebaut. Es diente ab 1922 der Mannheimer Landmaschinenfabrik Heinrich Lanz AG als Erholungsstätte für Betriebsangehörige. Zunächst fügte man, rund 30 m vom Haupthaus entfernt, ebenerdig einen nach Norden hin ausgerichteten, 45 m langen Restaurantvorbau mit dem Café Panorama an, dessen Dach gleichzeitig als Sonnen- und Aussichtsterrasse diente. Dieser Vorbau mit seinen drei rotundenartigen Ausbuchtungen war durch einen breiten Gang, der als Vestibül diente, mit dem Hauptgebäude verbunden. Um das Bettenangebot zu erhöhen, erweiterte man die Anlage kurze Zeit später durch einen 35 m langen neuen Südostflügel. Der bestehende 20 m lange Nordwestflügel erhielt einen rechtwinklig angesetzten Küchentrakt, wobei der Wohnturm dem Neubau weichen musste. Anfang der 1960er Jahre erweiterte man den Nordostflügel von 20 auf 60 m Länge, wodurch er mit dem neuen Südostflügel verbunden wurde, und setzte auf die Sonnenterrasse zwei weitere, nach oben zurück springende Geschosse, wobei das obere ganz aus Glas und Stahl errichtet wurde. Um 1961 stellte das Kurhotel seinen Betrieb ein. Das gesamte Anwesen stand zum Verkauf.

### Nutzung als Klinik
Im Zweiten Weltkrieg wurde 1944 ein Teil der Heidelberger Kinderklinik an den Kümmelbacher Hof ausgelagert.

### Karl Jäger

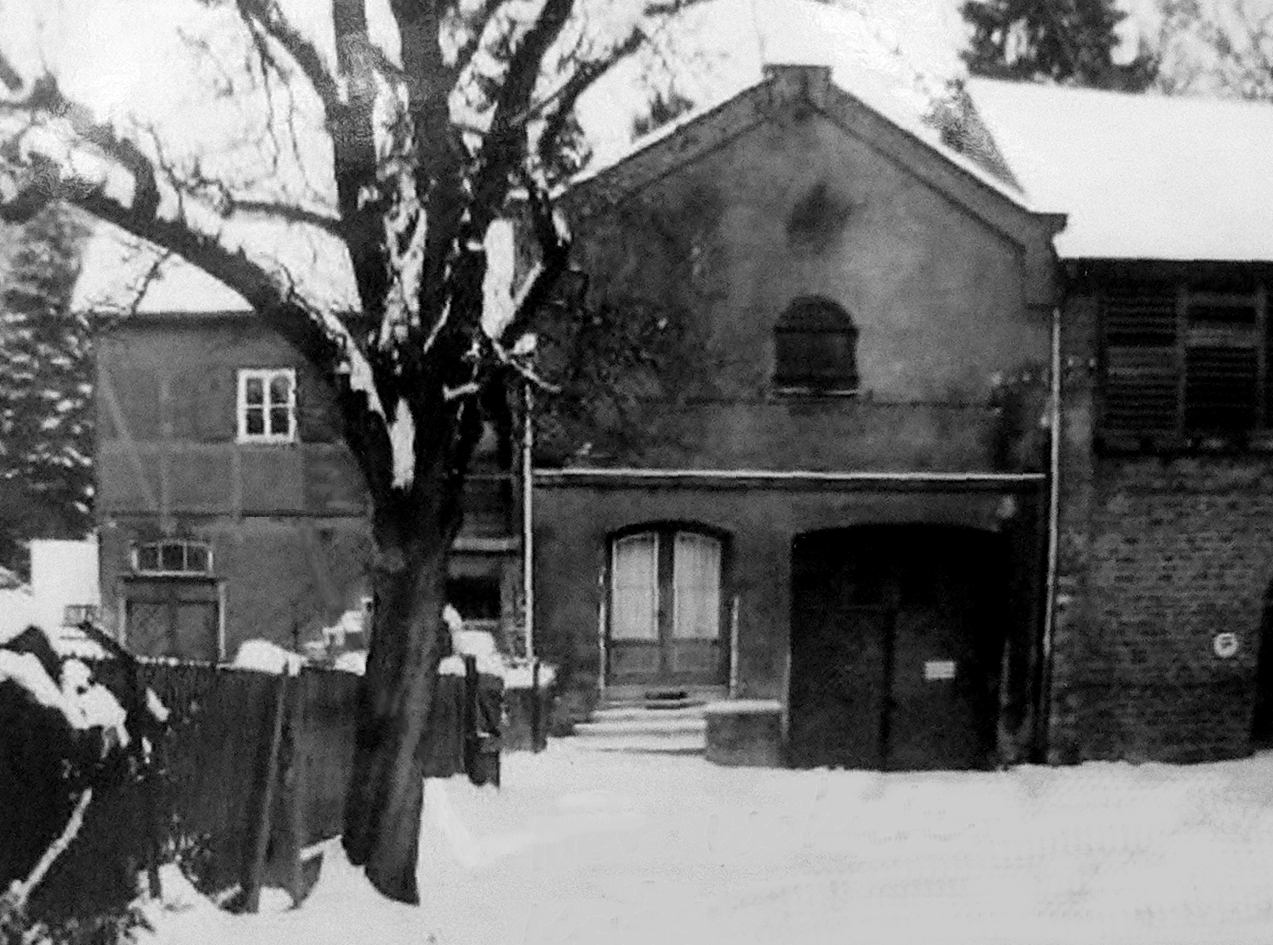
Braumeisterwohnung Kümmelbacher Hof um 1948

Der frühere SS-Standartenführer Karl Jäger, unter dessen Kommando 1941 in Litauen 137.346 Juden ermordet wurden, ließ sich 1945 unter seinem echten Namen in Wiesenbach  bei Heidelberg nieder. 1951 wechselte er Arbeitsstelle und Wohnsitz auf den Kümmelbacher Hof. Er bewohnte bis zu seiner Verhaftung im April 1959 unerkannt die ehemalige Braumeisterwohnung in einem kleinen Anbau der aufgelassenen Brauerei. Professor Wolfram Wette vermutet in seinem Buch Karl Jäger: Mörder der litauischen Juden, dass zumindest die Verwalterin des Kurhotels über die Vergangenheit Jägers informiert gewesen war. 1960 wurde der Brauerei-Anbau mit Karl Jägers Unterschlupf abgerissen.

### Ausbildungszentrum und Seniorenresidenz
1964 kaufte der Warenhauskonzern Kaufhof AG den Kümmelbacher Hof und etablierte dort nach einigen Um- und Ausbauten sein firmeneigenes Aus- und Fortbildungszentrum für Führungskräfte. In Wochen- und Wochenendkursen wurden Erstverkäufer, Substituten und Abteilungsleiter durch eigene, im Umkreis wohnende Dozenten geschult. Mitte der 1970er Jahre ließ man die als Gebäude noch bestehende Mälzerei der alten Brauerei zum Teil abtragen und durch einen neuen Auf- und Anbau in L-Form mit Seminarräumen und einem großen Saal nutzbar machen, wobei das ehemalige Brauhaus in seiner Bausubstanz erhalten blieb. Nach dieser Erweiterung bot der Kaufhof die Infrastruktur des Kümmelbacher Hofs auch Fremdfirmen zur Durchführung von Seminaren an, um die steigenden Unterhaltungskosten für das Anwesen in erträglichem Rahmen zu halten. 1976 verkaufte die Stadt Heidelberg die Flur Schneckenbuckel an die Stadt Neckargemünd. Im selben Jahr beschloss der Vorstand der Kaufhof AG, ihre Ausbildungsaktivitäten in die Firmenzentrale nach Köln zu verlagern und das Anwesen Kümmelbacher Hof an das bfw, das Berufsförderungswerk – gemeinnützige Bildungseinrichtung des DGB, zu veräußern.
Im selben Jahr noch eröffnete das bfw im Kümmelbacher Hof eine Fachschule für Arbeitserzieher. Sie war damit die erste anerkannte Schule dieser Art in Baden-Württemberg und bezog den von der Kaufhof AG zuletzt errichteten Neubau an der alten Brauerei. Nach der kurz darauf erfolgten staatlichen Anerkennung als Berufsfachschule für Altenpflegehilfe bot die Schule auch Studiengänge mit Abschluss zum Altenpflegehelfer (ein Jahr) und Altenpfleger (drei Jahre) an. Das Studium bestand aus Schul- und Praktikumsblöcken. Die Studierenden wohnten im Südostflügel des Anwesens. Mit der Etablierung der Studiengänge zum Altenpfleger vermietete das bfw den ehemaligen Hoteltrakt an die Firma Pro Seniore des FDP-Politikers Hartmut Ostermann, der dort die pro seniore Residenz Neckarblick und den Sitz des eingetragenen Vereins DSK (Deutsche Seniorenförderung und Krankenhilfe Regionalverband Worms) einrichtete. Somit konnten die Praktikumsblöcke des bfw vor Ort stattfinden und Pro Seniore trug die gesamten Studiengebühren.

### Das Ende
Obwohl Hartmut Ostermann als Inhaber der Pro Seniore Gesundheitsdienste von der Anklage auf Steuerhinterziehung 2005 aus Mangel an Beweisen freigesprochen wurde, gab er die Residenz Neckarblick umgehend auf und entzog damit dem bfw einen großen Teil der finanziellen Grundlage.
Zum Ende des Sommersemesters 2006 zog sich das bfw überraschend aus dem Kümmelbacher Hof zurück und ist mit seiner Fachschule seitdem in Heidelberg ansässig. Seinen immer noch im Besitz befindlichen Kümmelbacher Hof überlässt Pro Seniore dem Verfall.
Am 17. Februar 2013 zerstörte im dritten Obergeschoss des Südflügels ein Brand in dem leer stehenden Gebäude mehrere Zimmer und einen Teil des Dachs. Der Feuerwehr gelang es, eine Ausbreitung des Feuers zu verhindern. Als Brandursache wurde ein in einer Kunststoffbadewanne deponiertes brennendes Handtuch ausgemacht. Im Oktober 2013 wurde sämtliches verbliebenes Mobiliar in Containern entsorgt und abgefahren, ein Teil der Fenster wurde entfernt. Nach Angaben von Pro Seniore gehört der Komplex zur strategischen Reserve des Unternehmens, auf den zurückgegriffen werde, sollte sich der Bedarf für ein Seniorenwohnheim in der Region ergeben.

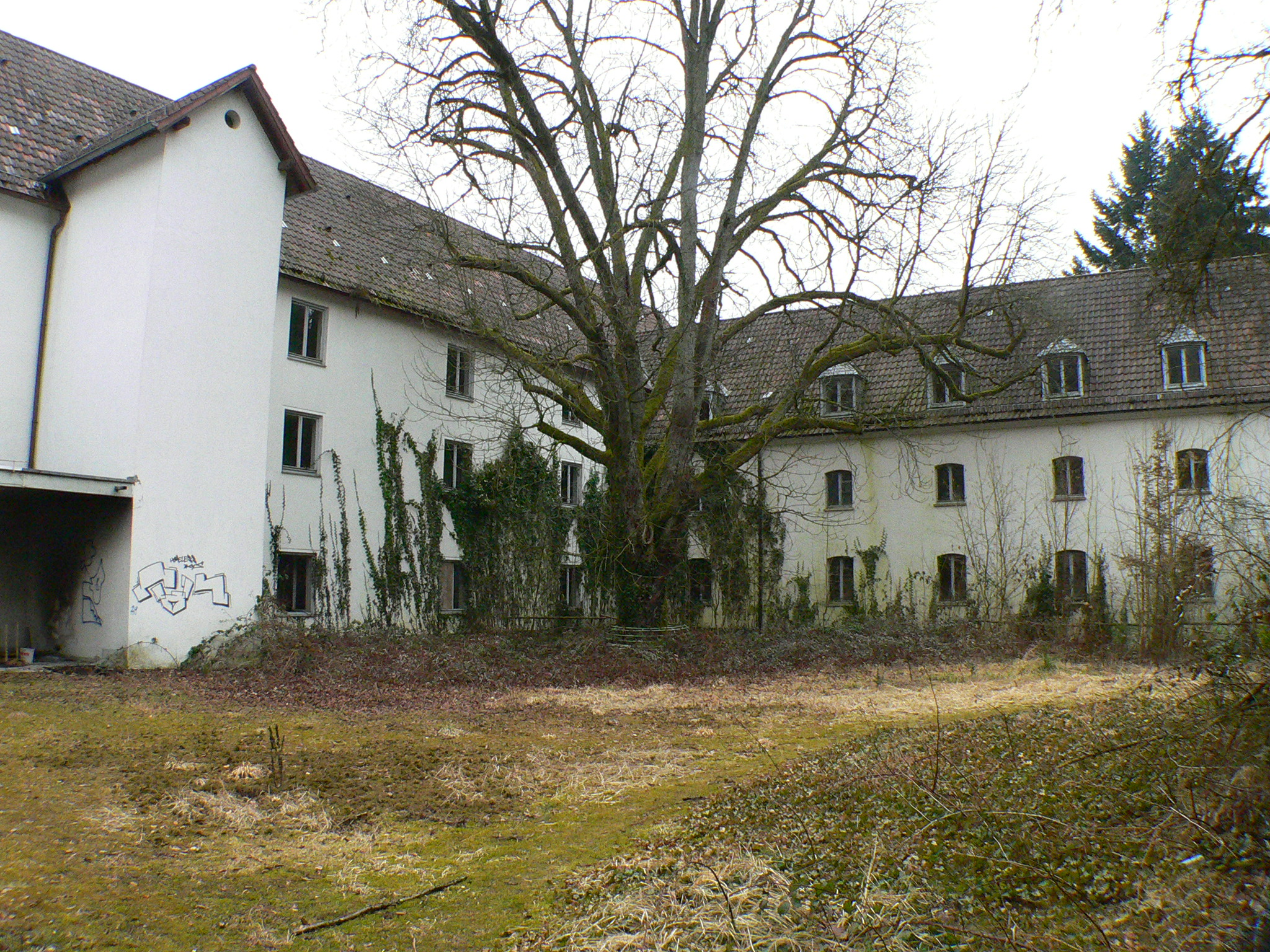
Hauptgebäude 2012
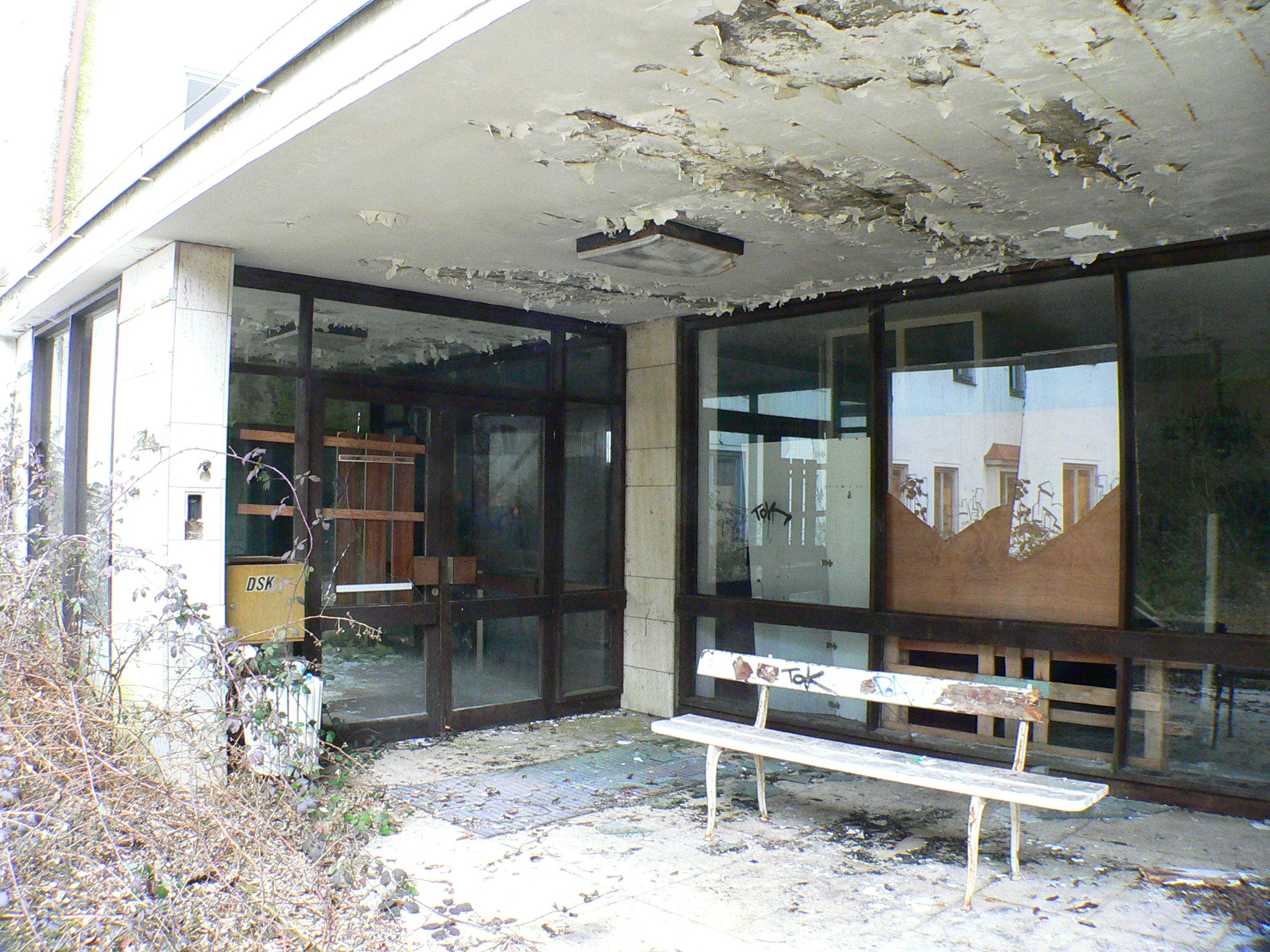
Eingangsbereich 2012
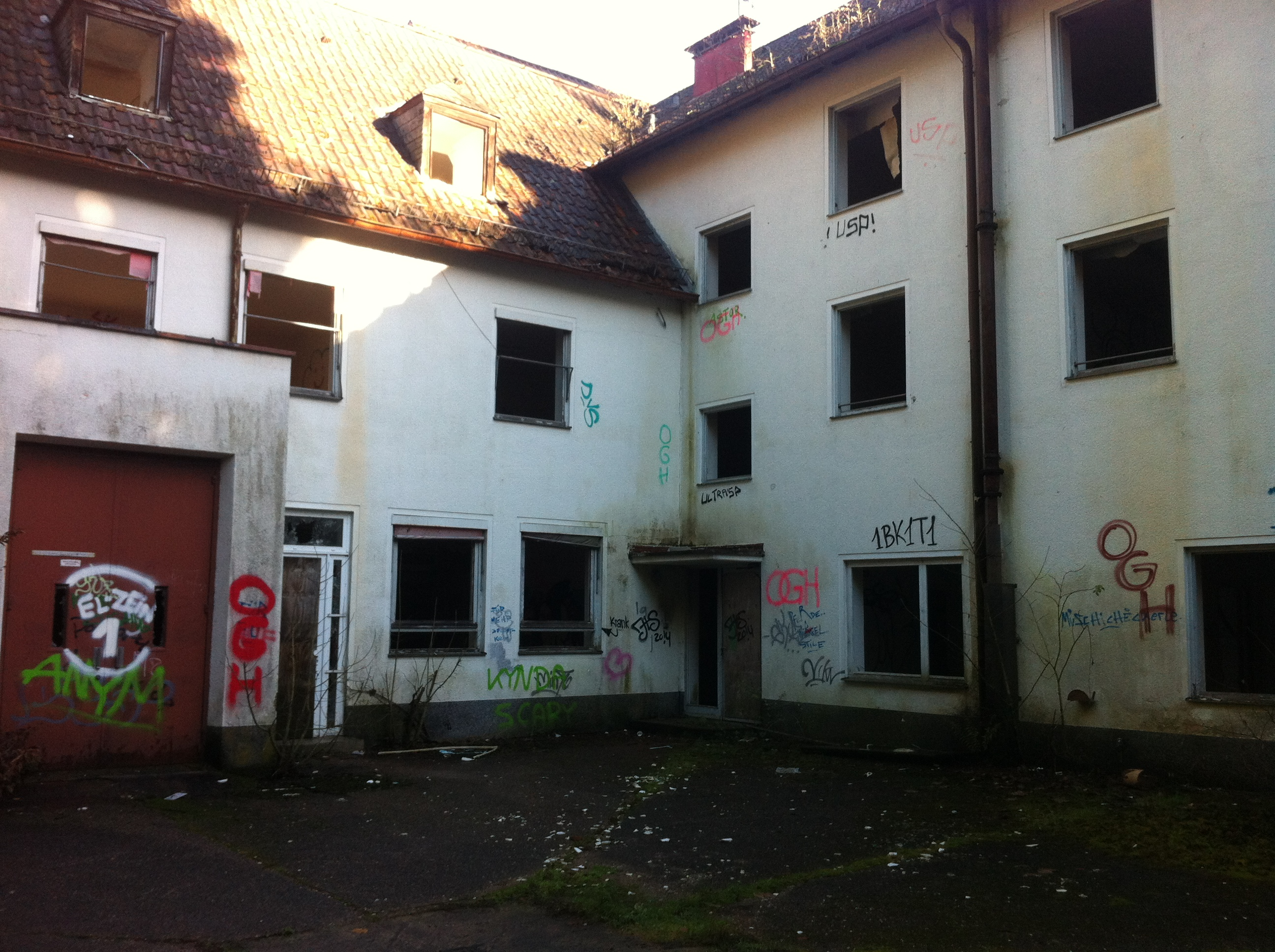
Eingang Küche 2017
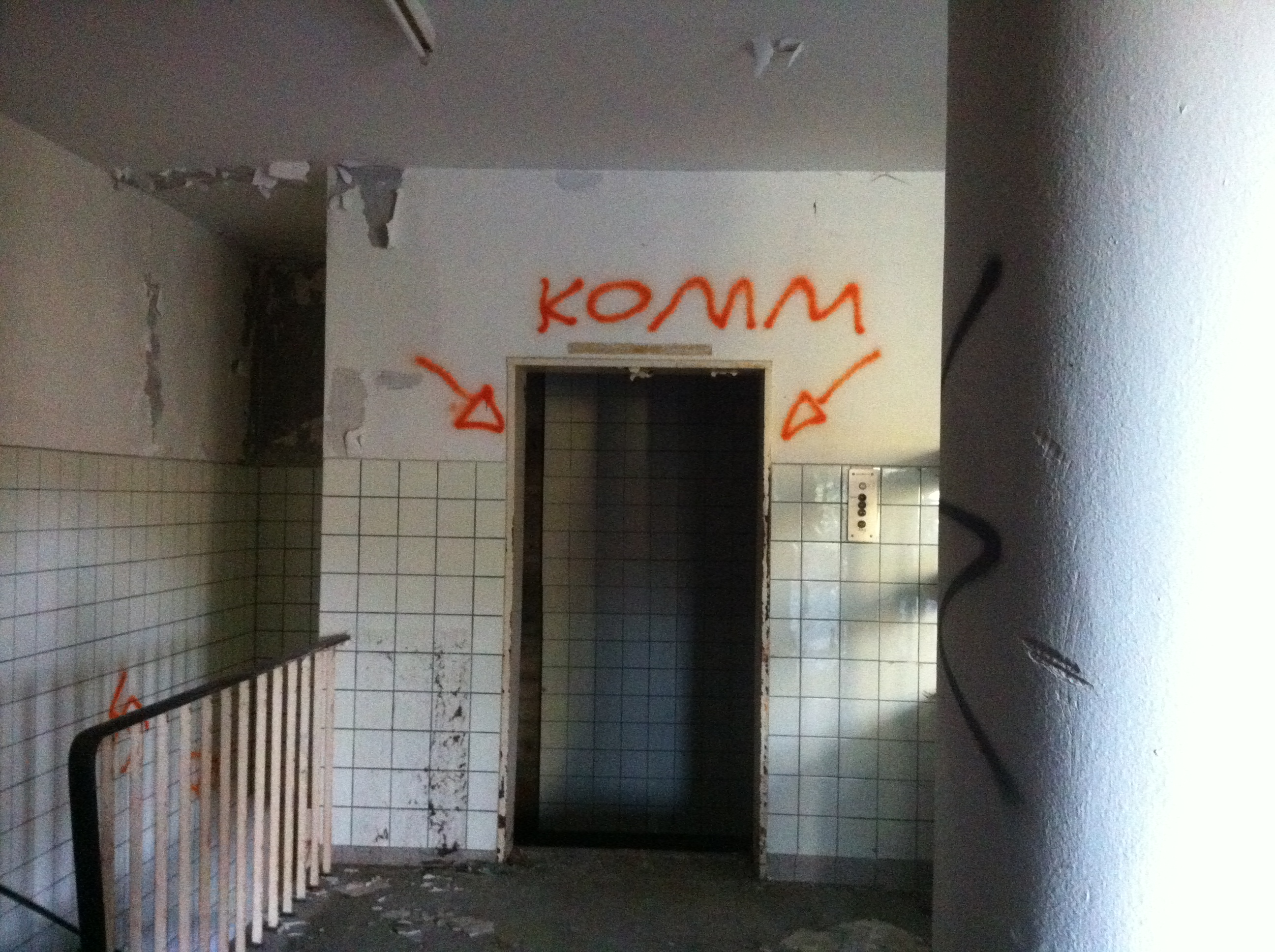
Fehlende Aufzugstüren im Küchengebäude